# 검은 귀족
검은 귀족( - 貴族, 이탈리아어: nobiltà nera, aristocrazia nera, 영어: black nobility, black aristocracy)은 1870년 9월 20일 사보이아 가문이 이끈 이탈리아 왕국 군대가 로마로 입성해 교황령과 교황권을 전복시킨 이후 바티칸에 칩거한 교황 비오 9세를 모셨던 로마의 귀족 가문들을 일컫는 명칭이다. 또한 1929년 라테란 조약 이전 교황으로부터 작위를 받은 모든 귀족들도 검은 귀족에 속한다. 로마를 빼앗긴 이후 59년 동안 교황들은 ‘바티칸의 죄수’를 자처하며 신생국 이탈리아 정부와의 모든 대화를 단절한 채 바티칸 시에 사실상 갇힌 신세가 되었다.
이러한 교황의 처지에 애도를 표하고자 교황청에서 근무하던 고위 공무원들을 비롯하여 교황에게 작위를 받은 귀족들과 과거에 교황의 휘하에 있었던 귀족들은 일제히 로마에 있는 자신들의 집 문을 굳게 닫았다. 이러한 집단행위로 인하여 그들을 ‘검은 귀족’이라 일컬어지게 되었다. 1929년 라테란 조약에 체결된 후 검은 귀족들은 이탈리아와 바티칸 양국의 국적을 모두 갖게 되었다.
검은 귀족에 속한 대표적인 귀족 가문으로는 가에타니 가문, 루도비시 가문, 마시모 가문, 보르게세 가문, 사벨리 가문, 알도브란디니 가문, 오데아스키 가문, 오르시니 가문, 콜론나 가문 등이 있다. 또한 교황 비오 12세는 검은 귀족 출신으로서 교황좌에 오른 대표적인 인물이다.

## 같이 보기
- 로마 문제 - 1870년부터 1929년까지 약 60년 동안 로마 교황청과 이탈리아 정부간의 불편했던 관계